# 新今宮車站
新今宮車站（日语：／ Shin-imamiya eki */?）是一由西日本旅客鐵道（JR西日本）與南海電氣鐵道所共用的鐵路車站，位於日本大阪府大阪市浪速區與西成區交界處，其中JR站區位於浪速區惠美須西三丁目，南海站區則位於西成區萩之茶屋一丁目。新今宮車站是JR西日本所屬的大阪環狀線與關西本線兩條幹線（二線共用附近路段），與南海電鐵所屬的南海本線及高野線幾條鐵路路線的交會點，因此是大阪市區內非常重要的交通樞紐，更是南海所屬的各站之內，僅次於難波站的第二大車站。除了兩家鐵路公司的路線外，在靠近JR西日本新今宮車站東口的高架橋下，還可以見到隸屬於阪堺電氣軌道的路面電車車站──新今宮站前停留場。根據JR西日本的定義，新今宮是大阪近郊鐵路路線群都市網路（アーバンネットワーク，Urban Network）所屬的車站，而根據JR的特定都區市內制度，新今宮被劃分為「大阪市內」的車站之一。
新今宮車站鄰近大阪市內有名的地標建築，通天閣。除此之外，被稱為「新世界」的大阪著名紅燈區，就緊鄰著站區東北。

## 車站構造

### JR西日本
此站設有站長的直營站，管理站並管理大正站、蘆原橋站、今宮站、JR難波站。

#### 月台配置
| 月台 | 路線               | 目的地                   | 備註                     |
| ---- | ------------------ | ------------------------ | ------------------------ |
| 1    | 大阪環狀線（內環） | 天王寺、鶴橋、京橋方向   |                          |
| 2    | 大和路線           | 王寺、奈良、高田方向     |                          |
| 2    | 關西機場線         | 關西機場方向             |                          |
| 2    | 阪和線             | 鳳、和歌山方向           |                          |
| 3    | 大和路線           | JR難波方向               |                          |
| 3    | 大阪環狀線（外環） | 弁天町、西九條、大阪方向 | 主要為阪和線開抵的直通   |
| 4    | 大阪環狀線（外環） | 弁天町、西九條、大阪方向 | 主要為大和路線開抵的直通 |

### 南海電氣鐵道
3面4線的島式、對向式月台併設的高架站。東側的2線由高野線的列車到發，西側的2線由南海本線的列車到發。月台位於4樓。4號月台的有效長度只有8節，其他可對應10節編組，但截至2016年未有10節編組運行的列車存在。

#### 月台配置
| 月台 | 路線     | 方向 | 目的地                              | 備註                     |
| ---- | -------- | ---- | ----------------------------------- | ------------------------ |
| 1    | 高野線   | 下行 | 高野山方向 （泉北線）和泉中央方向   | 各站停車只限停靠萩之茶屋 |
| 2    | 高野線   | 上行 | 今宮戎、難波                        | 各站停車只限停靠今宮戎   |
| 3    | 南海本線 | 下行 | 和歌山市方向 （機場線）關西機場方向 | 所有列車通過萩之茶屋     |
| 4    | 南海本線 | 上行 | 往難波                              | 所有列車通過今宮戎       |

## 利用狀況
- JR西日本 - 2018年度1日平均上車人次為66,083人[利用客数 1]。
該公司車站當中排行第10位。
- 南海電氣鐵道 - 2018年度1日平均上下車人次為96,625人。
該公司車站（100個）當中僅次於難波站排行第2位[利用客数 2]。

近年1日平均上車、上下車人次如下表。
| 年度               | JR西日本         | 南海電氣鐵道       | 南海電氣鐵道     | 來源              |
| 年度               | 1日平均 上車人次 | 1日平均 上下車人次 | 1日平均 上車人次 | 來源              |
| ------------------ | ---------------- | ------------------ | ---------------- | ----------------- |
| 1990年（平成02年） | 79,560           | 111,181            | 53,203           | [ 大阪府統計 1 ]  |
| 1991年（平成03年） | 80,608           | 112,884            | 53,798           | [ 大阪府統計 2 ]  |
| 1992年（平成04年） | 81,145           | 113,804            | 54,223           | [ 大阪府統計 3 ]  |
| 1993年（平成05年） | 82,367           | 114,709            | 54,669           | [ 大阪府統計 4 ]  |
| 1994年（平成06年） | 83,452           | 113,839            | 54,201           | [ 大阪府統計 5 ]  |
| 1995年（平成07年） | 85,617           | 115,918            | 55,424           | [ 大阪府統計 6 ]  |
| 1996年（平成08年） | 83,718           | 113,143            | 53,791           | [ 大阪府統計 7 ]  |
| 1997年（平成09年） | 81,476           | 107,856            | 51,083           | [ 大阪府統計 8 ]  |
| 1998年（平成10年） | 77,584           | 102,072            | 48,337           | [ 大阪府統計 9 ]  |
| 1999年（平成11年） | 74,965           | 96,087             | 45,819           | [ 大阪府統計 10 ] |
| 2000年（平成12年） | 73,700           | 94,258             | 45,172           | [ 大阪府統計 11 ] |
| 2001年（平成13年） | 72,493           | 92,917             | 44,586           | [ 大阪府統計 12 ] |
| 2002年（平成14年） | 69,509           | 90,792             | 43,606           | [ 大阪府統計 13 ] |
| 2003年（平成15年） | 69,038           | 89,920             | 43,376           | [ 大阪府統計 14 ] |
| 2004年（平成16年） | 67,627           | 88,449             | 42,795           | [ 大阪府統計 15 ] |
| 2005年（平成17年） | 67,183           | 87,779             | 42,548           | [ 大阪府統計 16 ] |
| 2006年（平成18年） | 67,535           | 88,468             | 42,975           | [ 大阪府統計 17 ] |
| 2007年（平成19年） | 66,880           | 88,737             | 43,100           | [ 大阪府統計 18 ] |
| 2008年（平成20年） | 66,234           | 88,559             | 43,092           | [ 大阪府統計 19 ] |
| 2009年（平成21年） | 63,250           | 85,119             | 41,379           | [ 大阪府統計 20 ] |
| 2010年（平成22年） | 62,200           | 84,755             | 41,253           | [ 大阪府統計 21 ] |
| 2011年（平成23年） | 61,878           | 83,786             | 40,797           | [ 大阪府統計 22 ] |
| 2012年（平成24年） | 61,925           | 84,112             | 41,002           | [ 大阪府統計 23 ] |
| 2013年（平成25年） | 62,441           | 85,525             | 41,754           | [ 大阪府統計 24 ] |
| 2014年（平成26年） | 62,143           | 86,733             | 42,513           | [ 大阪府統計 25 ] |
| 2015年（平成27年） | 63,292           | 89,848             | 44,019           | [ 大阪府統計 26 ] |
| 2016年（平成28年） | 64,614           | 92,602             | 45,340           | [ 大阪府統計 27 ] |
| 2017年（平成29年） | 65,567           | 95,134             | 46,513           | [ 大阪府統計 28 ] |
| 2018年（平成30年） | 66,083           | 96,625             | 47,280           | [ 大阪府統計 29 ] |

## 相鄰車站
西日本旅客鐵道
 大阪環狀線（包括大阪站方向到發的阪和線、大和路線直通列車）
■大和路快速、■關空快速、■紀州路快速、■快速、■B快速
大正（JR-O16）－新今宮（JR-O19/JR-Q19）－天王寺（JR-Q20）
■區間快速、■直通快速、■普通
今宮（JR-O18）－新今宮（JR-O19/JR-Q19）－天王寺（JR-O01/JR-Q20）
 大和路線（關西本線）
■快速
天王寺（JR-Q20）－新今宮（JR-Q19）－JR難波（JR-Q17）
■普通
天王寺（JR-Q20）－新今宮（JR-Q19）－今宮（JR-Q18）
南海電氣鐵道
南海本線（機場線）
- ■特急「Rapi:t」停車站

■特急「南方」、■急行、■機場急行、■區間急行、■準急（只限往難波運行）、■普通
難波（NK01）－新今宮（NK03）－天下茶屋（NK05）
高野線
- ■特急「高野」「林間」、「泉北Liner」停車站

■快速急行、■急行、■區間急行、■準急
難波（NK01）－新今宮（NK03）－天下茶屋（NK05）
■各站停車
今宮戎（NK02）－新今宮（NK03）－萩之茶屋（NK04）
阪堺電氣軌道
■阪堺線
惠美須町（HN51）－新今宮站前（HN52）－今池（HN53）

### 利用狀況
1. ↑  大阪府統計年鑑 （页面存档备份，存于） - 大阪府
2. ↑  大阪市統計書 （页面存档备份，存于） - 大阪市

JR、私鐵統計資料
1. ↑  データで見るJR西日本2019PDF - JR西日本
2. ↑  ハンドブック南海2019 鉄道事業PDF - 南海電鉄 （页面存档备份，存于）

大阪府統計年鑑
1. ↑  大阪府統計年鑑（平成3年）PDF
2. ↑  大阪府統計年鑑（平成4年）PDF
3. ↑  大阪府統計年鑑（平成5年）PDF
4. ↑  大阪府統計年鑑（平成6年）PDF
5. ↑  大阪府統計年鑑（平成7年）PDF
6. ↑  大阪府統計年鑑（平成8年）PDF
7. ↑  大阪府統計年鑑（平成9年）PDF
8. ↑  大阪府統計年鑑（平成10年）PDF
9. ↑  大阪府統計年鑑（平成11年）PDF
10. ↑  大阪府統計年鑑（平成12年）PDF
11. ↑  大阪府統計年鑑（平成13年）PDF
12. ↑  大阪府統計年鑑（平成14年）PDF
13. ↑  大阪府統計年鑑（平成15年）PDF
14. ↑  大阪府統計年鑑（平成16年）PDF
15. ↑  大阪府統計年鑑（平成17年）PDF
16. ↑  大阪府統計年鑑（平成18年）PDF
17. ↑  大阪府統計年鑑（平成19年）PDF
18. ↑  大阪府統計年鑑（平成20年）PDF
19. ↑  大阪府統計年鑑（平成21年）PDF
20. ↑  大阪府統計年鑑（平成22年）PDF
21. ↑  大阪府統計年鑑（平成23年）PDF
22. ↑  大阪府統計年鑑（平成24年）PDF
23. ↑  大阪府統計年鑑（平成25年）PDF
24. ↑  大阪府統計年鑑（平成26年）PDF
25. ↑  大阪府統計年鑑（平成27年）PDF
26. ↑  大阪府統計年鑑（平成28年）PDF
27. ↑  大阪府統計年鑑（平成28年）PDF
28. ↑  大阪府統計年鑑（平成30年）PDF
29. ↑  大阪府統計年鑑（令和元年）PDF

## 外部連結
- 新今宮｜車站資訊：JR出門網 - 西日本旅客鐵道
- 新今宮 - 南海電氣鐵道

34°39′0.6″N 135°30′3″E / 34.650167°N 135.50083°E